# Grzegorz Głowania
Grzegorz Głowania (ur. 30 września 1956 w Katowicach) – polski łyżwiarz figurowy, startujący w kategorii jazdy indywidualnej panów (solistów); brązowy medalista Zimowej Uniwersjady z 1983 roku. Występował w barwach klubu łyżwiarstwa figurowego KKŁ Centrum Katowice.

## Wybrane osiągnięcia
| Zawody międzynarodowe | Zawody międzynarodowe | Zawody międzynarodowe | Zawody międzynarodowe | Zawody międzynarodowe | Zawody międzynarodowe | Zawody międzynarodowe | Zawody międzynarodowe | Zawody międzynarodowe |
| Zawody                | 75–76                 | 76–77                 | 77–78                 | 78–79                 | 79–80                 | 80–81                 | 81–82                 | 82–83                 |
| --------------------- | --------------------- | --------------------- | --------------------- | --------------------- | --------------------- | --------------------- | --------------------- | --------------------- |
| Mistrzostwa świata    | 15                    |                       |                       |                       |                       |                       |                       |                       |
| Mistrzostwa Europy    | 15                    | 12                    | 11                    | 14                    |                       |                       |                       |                       |
| Prague Skate          |                       |                       |                       |                       |                       | 3                     |                       | 5                     |
| Blue Swords           |                       |                       |                       |                       |                       | 1                     |                       |                       |
| Uniwersjada           |                       |                       |                       |                       |                       | 4                     |                       | 3                     |
| Zawody krajowe        |                       |                       |                       |                       |                       |                       |                       |                       |
| Mistrzostwa Polski    | 1                     | 1                     | 1                     |                       | 1                     |                       |                       |                       |